# Front per la Restauració de la Unitat i la Democràcia
El Front per la Restauració de la Unitat i la Democràcia (Front pour la Restauration de l'Unité et la Démocratie), més conegut com a FRUD fou un moviment polític de Djibouti i actualment (2008) un partit polític.

## Història
El febrer del 1990 dos dels principals grups àfars clandestins, el Front Democratique pour la Liberation de Djibouti (FDLD, dirigit per Mohammed Adoyta Yussuf, i el MNDID van formar una aliança a Brussel·les que es va dir Unió de Moviments Democràtics (UMD). Després del suposat intent de cop d'estat del 8 i 9 de gener de 1991, nombrosos líders afars foren detinguts i el dia 13 alguns àfars van morir en la repressió de manifestacions. L'agost de 1991 tres grups de majoria afar es van unir i van formar el Front per la Restauració de la Unitat i la Democràcia sota el lideratge de Mohammed Adoyta Yussuf. L'octubre de 1991 es van produir enfrontaments entre àfars armats i l'exèrcit a Kikhil, al sud-oest del país i el govern va demanar suport francès el novembre quan els àfars van iniciar una ofensiva a Tadjoura i Obock; el 1992 es lluitava a l'occident i sud del país.
El 10 de febrer de 1992 el president Aptidon va prometre el multi partidisme amb participació (a més d'àfars e isses) d'àrabs, gardabusis i issaq i el 29 de febrer es va arribar a un primer alto el foc amb desplegament de forces franceses de pau, però unes setmanes després la lluita es va reprendre. El 27 de juny Aptidon va prometre una reforma constitucional que si era aprovada per referèndum a celebrar el [4 de setembre], portaria al multi partidisme. L'oposició es va reagrupar en el Front Opositor Unit de Djibouti (FOUD) que incloïa el FRUD. La reforma, aprovada per referèndum, va portar a eleccions generals, les quals foren posposades fins al 18 de desembre, i a les que van participar només cinc grups, el Rassemblement Populaire pour le Progres, del govern, i quatre més, tots poc representatius. El 27 de novembre de 1992 les tropes franceses es van retirar de Tadjoura. A les eleccions del dia 18, el partit del govern va obtenir tots els 65 escons en joc. El febrer de 1993 l'exèrcit va recuperar el sud del país i el juliol va iniciar una ofensiva contra el FRUD a l'oest conquerint la base principal a Assa-Gueyla, i les ciutats de Balho, Dorra, i Randa. Les forces del FRUD es van retirar a les muntanyes del nord i nord-oest. El gener del 1994 el sultà de Tadjoura, líder tradicional afar, va demanar la intervenció de l'ONU per les matances de civils.
El 22 de febrer de 1994 l'excap militar del FRUD, Ougoureh Kifle Ahmed, va imposar una nova direcció, expulsant a Ahmed Dini Ahmed de la presidència i al vicepresident Abbatte Ebo Adou. Ali Mohamed Daoud va esdevenir president poc després, i Kifle Ahmed secretari general. El FRUD va acceptar llavors l'estratègia negociadora. Dini va mantenir una facció que va tenir el suport del FOUD (Front Opositor Unit de Djibouti). La pau es va signar el 26 de desembre de 1994 i es va acordar que el FRUD esdevindria partit polític legal. El 9 de juny de 1995 Ali Mohamed Daoud fou nomenat Ministre de Salut i Afers Socials (després fou ministre d'agricultura) i Ougoureh Kifle Ahmed ministre d'agricultura i recursos aqüífers (després fou ministre de defensa).
Ahmed Dini va mantenir la lluita i es van produir alguns enfrontaments, especialment el 1996 amb l'atac a vehicles de l'exèrcit a Kouta Bouya i a un helicòpter francès a les muntanyes Mabla. El 6 de març de 1996 el FRUD va quedar legalitzat; com que la constitució només permetia quatre partits polítics, van quedar establerts com a legals: El Reagrupament Popular pel Progrés (del president Aptidon), el Partit de Renovació Democràtica, el Partit Nacional Democràtic i el FRUD. 700 membres d'aquest darrer foren integrats a l'exèrcit i policia i 200 quadres van rebre càrrecs civils. El primer congrés fou celebrat l'abril de 1997 i es va elegir un comitè nacional de 153 membres i un comitè executiu de 21 membres. Com a secretari general va quedar Mohamed Djama Elab.
El 23 de març de 1996 Ibrahim Chehem Daoud, antic membre del FRUD, va anunciar la fundació del FRUD-Renaissance com a moviment polític i militar, oposant-se al procés de pau. El setembre de 1997 el FRUD-Renaissence va reprendre accions armades. Un congrés d'aquesta facció va reelegir a Ahmed Dini com a president amb un buró polític de 13 membres.
El 19 de desembre de 1997 es van fer eleccions i el FRUD va donar suport al partit del president i junts van obtenir els 65 escons. L'oposició no va tenir representació. La facció de Dini va intensificar els atacs el 1998. El 19 i 20 de març va atacar Ali Adde a 100 km de Djibouti, mentre altres grups oposats atacaven Assamo, a la frontera amb Etiòpia i Guistir a la frontera amb Somaliland. A les eleccions de 1999 el FRUD va donar suport a Ismail Omar Guelleh, nebot d'Aptidon, que fou elegit en competició amb el candidat opositor Moussa Ahmed Idriss.
Nous enfrontaments es van produir després amb la facció de Dini. El 2000 es van portar a terme a negociacions i un acord es va signar amb Dini el 12 de maig de 2001. Dini va tornar de l'exili i va formar l'Aliança Republicana per la Democràcia (ARD). El setembre de 2002 va finalitzar la limitació de quatre partits i es van poder registrar noves organitzacions. El gener de 2003 la Unió per la Majoria Presidencial de Djibouti, que donava suport a Guelleh, i de la que el FRUD formava part, va guanyar les eleccions, i Guelleh fou reelegit president el 2005. El 2006 s'informava d'una ofensiva de l'exèrcit contra bases del FRUD.